# TOUCH ME (つんく♂の曲)
TOUCH ME（タッチ・ミー）は、つんく♂のシングル。

## 内容
- モーニング娘。の「LOVEマシーン」でミリオンセラーとなったつんく♂が、シャ乱Qのメンバーでありながらの本格的なソロ活動となった。後に、アルバム『TAKE1』の冒頭に収録。各曲の演奏時間が異なるが、秒単位では「0」で統一されている。
- 本作品ではTSUNKU名義での発売となった。

## 収録曲
1. TOUCH ME #1
作詞･作曲:つんく 編曲:松原憲
2. TOUCH ME #2
作詞･作曲:つんく 編曲:山木隆一郎
3. TOUCH ME #4
作詞･作曲:つんく 編曲:河野伸

## 参加ミュージシャン
- 前嶋康明 - プログラミング
- 石成正人 - ギター
- 小松秀行 - ベース